# 黒沢正吉
黒沢 正吉（くろさわ まさきち、天保9年（1838年） - 明治21年（1888年））は、幕末の幕臣。維新前は伝之丞（でんのじょう）と名乗っていた。

## 経歴
戊辰戦争時、新政府軍側について箱館府常備隊小隊司令官を命じられ、明治元年（1868年）10月に榎本武揚率いる旧幕府軍が蝦夷地へ上陸を開始すると、箱館進軍を食い止めるため出動。村々で戦端が開かれ、箱館戦争が始まる。防戦に敗れた黒沢は五稜郭へ撤退。箱館府知事清水谷公考とともに同月25日に箱館を脱出して青森へ渡った。
明治2年（1869年）に入ると新政府軍士官大砲隊隊長を兼任して、箱館征伐へ向けて4月出陣。松前城下を攻め旧幕府軍を散らすが5月1日本営七重浜にて襲撃を受け苦戦を強いられる。18日には旧幕府軍は新政府軍に降伏した。5月24日から箱館府の務めに戻り、6月には勇払（地名）出張。9月14日には恩賞135石以上を賜る。
その後も明治政府に出仕して開拓大主典に就任するが、明治15年(1882年)3月には土木課長心得の身となる。明治18年（1885年）に職を失ったため東京へ上京するも、明治21年に病死した。享年51。